# پروتئین همانندسازی A

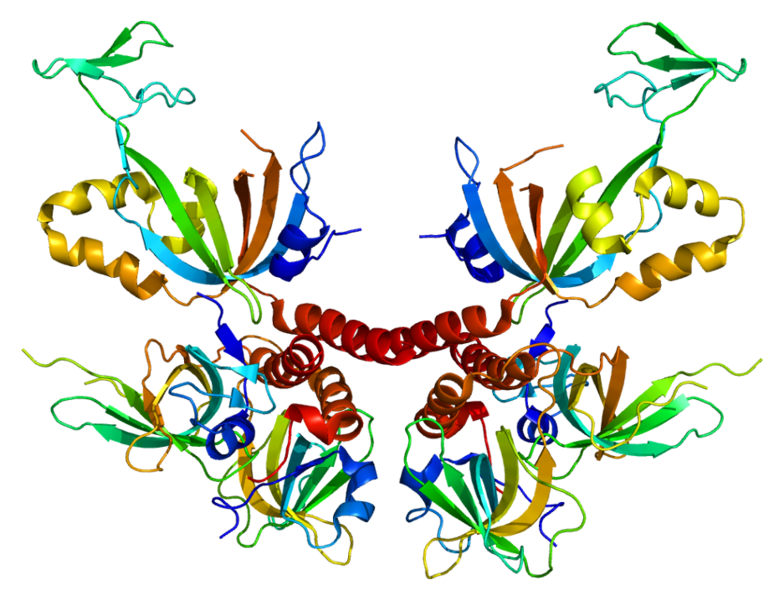
تصویری از پروتئین همانندسازی A انسانی

پروتئین همانندسازی A یا RPA یکی از پروتئین‌های اصلی متصل شونده به DNA تک رشته‌ای در سلول‌های یوکاریوتی است. در محیط آزمایشگاه، این پروتئین تمایل بیشتری به ssDNA نسبت به RNA یا DNA دورشته ای نشان می‌دهد. پروتئین RPA برای فرآیندهای همانندسازی، نوترکیبی و ترمیم (مانند ترمیم برش نوکلئوتید و نوترکیبی همولوگ) نیاز است. همچنین در پاسخ به DNA آسیب دیده نیز دخیل است.

## ساختار
RPA یک هتروترایمر تشکیل شده از زیرواحدهای RPA1 با وزن مولکولی ۷۰ کیلودالتون، RPA2 با وزن مولکولی ۳۲ کیلودالتون و RPA3 با وزن مولکولی ۱۴ کیلودالتون است. این سه زیرواحد RPA شامل شش تاخوردگی OB (پیوند الیگونوکلئوتید/الیگوساکارید) با دامین متصل شونده به DNA یا DBD است که این پروتئین را به ssDNA متصل می‌کند.
چندین نوع دامین اتصال به DNA یا DBD وجود دارد؛ از قبیل DBDهای A و B و C و F که روی زیرواحد RPA1 قراردارند؛ DBD D که روی RPA2 قرار گرفته و DBD E که بر روی زیرواحد RPA3 است. DBDهای C و D و E هسته ترایمریزاسیون پروتئین را تشکیل می‌دهند که با داشتن نواحی متصل کننده انعطاف‌پذیری، همه زیرواحدها را به هم وصل می‌کنند. به دلیل وجود این نواحی، پروتئین RPA یک پروتئین کاملاً انعطاف‌پذیر به‌شمار می‌آید که به صورت پویایی به DNA متصل می‌شود. بخاطر این اتصال پویا، RPA می‌تواند کانفورماسیون‌های مختلفی را به خود بگیرد که موجب تفاوت در تعداد نوکلئوتیدهایی که می‌تواند در اختیار بگیرد، می‌شود.
DBDهای A و B و C و D مکان‌هایی برای اتصال به ssDNA هستند. اتصالات پروتئین-پروتئین بین RPA و پروتئین‌های دیگر در N-ترمینال زیرواحد RPA1 (مخصوصا DBD F) و همچنین C-ترمینال زیرواحد RPA2 اتفاق می‌افتد. فسفوریلاسیون این پروتئین متصل شونده به DNA، در N-ترمینال زیرواحد RPA2 اتفاق می‌افتد.

## عملکرد

مراحل سنتز DNA، با پروتئین RPA که نشان داده شده است.

در حین همانندسازی DNA، این پروتئین RPA از پیچ خوردگی مجدد DNA تک رشته‌ای یا تشکیل ساختار دوم آن جلوگیری می‌کند. همچنین این مولکول از ssDNA در مقابل حمله اندونوکلئازها محافظت می‌کند. این عمل باعث می‌شود تا DNA بدون پیچ خوردگی باقی بماند تا پلیمراز آن را همانندسازی کند. پروتئین RPA همچنین در حین نوترکیبی همولوگ که فرایندی مهم در ترمیم DNA و پروفاز ۱ از میوز است، به ssDNA متصل می‌شود.
در طی جهش در ژن RPA، ممکن است سلول نسبت به عاملان آسیب رسان به DNA بسیار حساس شود.
RPA همچنین در طول فرایند ترمیم برش نوکلئوتید به DNA متصل می‌شود. این اتصال کمپلکس ترمیم را در طی فرایند ترمیم پایدار می‌کند. همولوگ باکتریایی این پروتئین یوکاریوتی، پروتئین متصل شونده به تک رشته‌ای یا SSBP نام دارد.